# Quercus laceyi
Quercus laceyi là một loài thực vật có hoa trong họ Cử. Loài này được Small miêu tả khoa học đầu tiên năm 1901.

## Hình ảnh

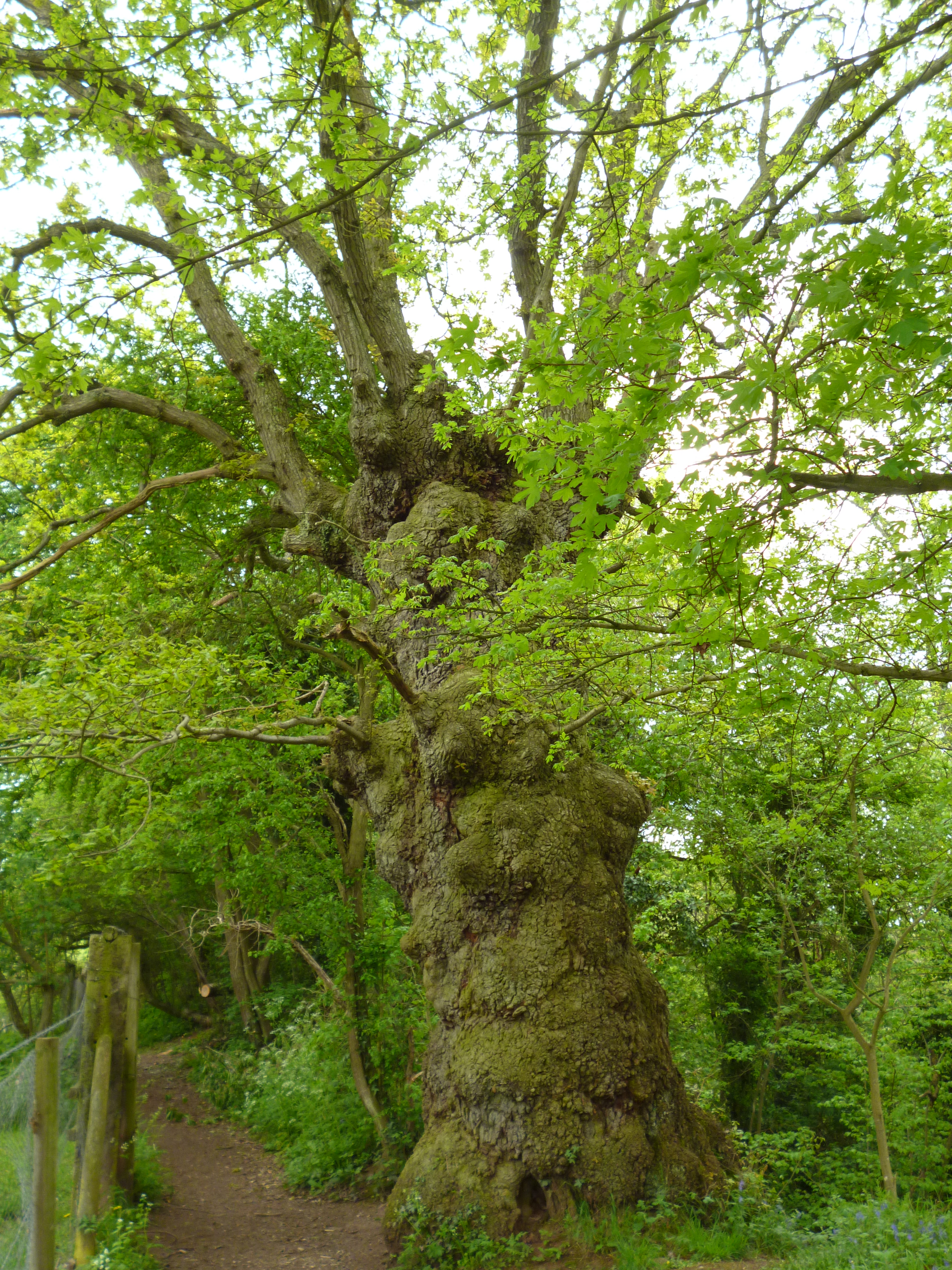
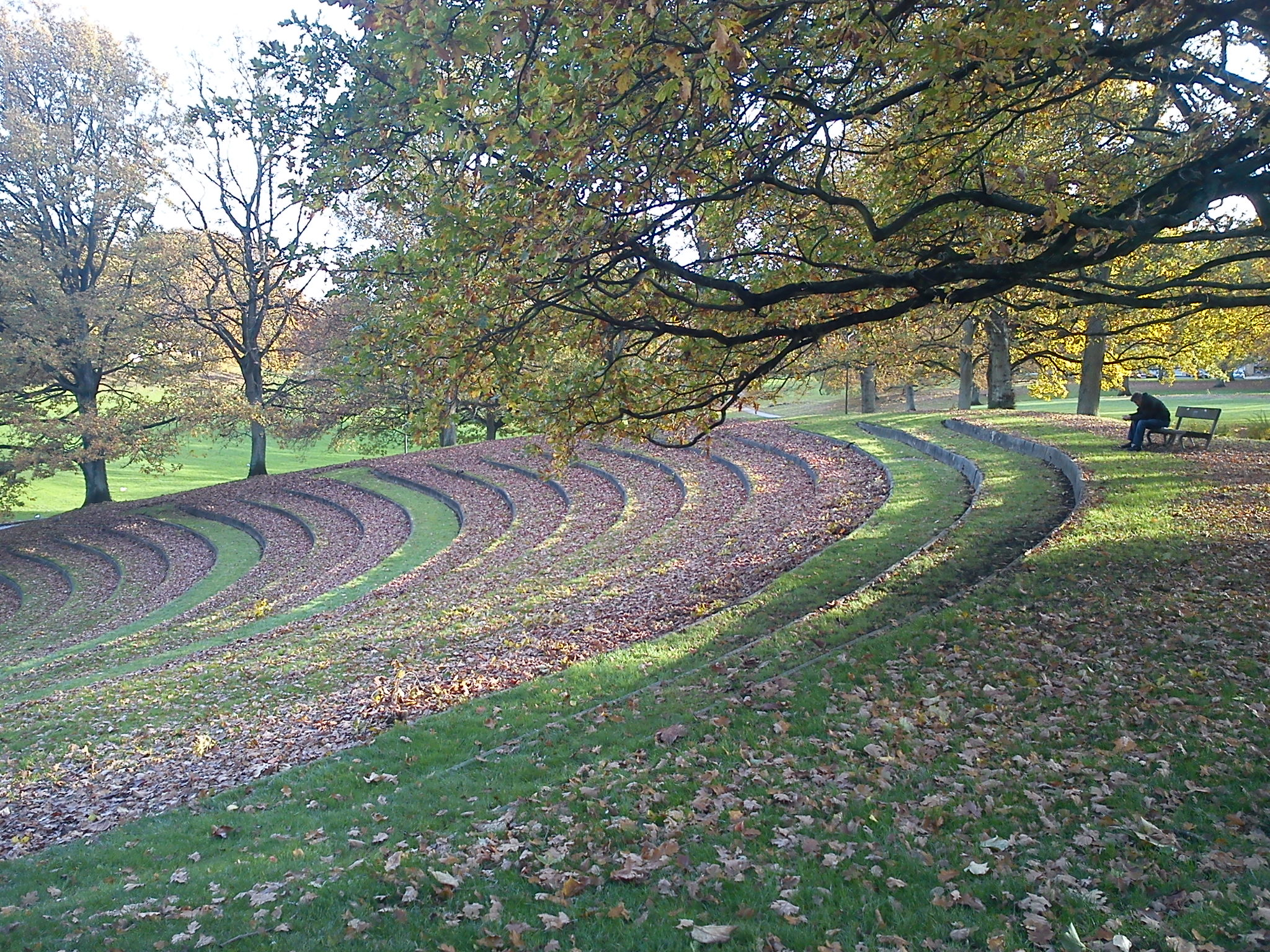